# Muły (powiat augustowski)
Muły – wieś w Polsce położona w województwie podlaskim, w powiecie augustowskim, w gminie Płaska. Leży pomiędzy jeziorami Głębokim i Szlamy. 
Wieś jest częścią składową sołectwa Rygol.
W latach 1975–1998 miejscowość administracyjnie należała do województwa suwalskiego.